# AFC DWS/A in het seizoen 1959/60
Het seizoen 1959/1960 was het zesde jaar in het bestaan van de Amsterdamse betaaldvoetbalclub DWS/A. De club kwam uit in de Eredivisie en eindigde daarin op de 10e plaats.

## Wedstrijdstatistieken

### Eredivisie
|       | ADO   | Ajax  | Blauw-Wit | DOS   | Elinkwijk | Sportclub Enschede | Feijenoord | Fortuna '54 | MVV   | NAC   | PSV   | Rapid JC | Sittardia | Sparta | Volendam | VVV   | Willem II |
| ----- | ----- | ----- | --------- | ----- | --------- | ------------------ | ---------- | ----------- | ----- | ----- | ----- | -------- | --------- | ------ | -------- | ----- | --------- |
| Thuis | 2 – 4 | 1 – 0 | 2 – 0     | 0 – 4 | 0 – 1     | 2 – 4              | 1 – 1      | 2 – 1       | 0 – 0 | 1 – 2 | 2 – 5 | 1 – 2    | 2 – 3     | 2 – 2  | 4 – 2    | 1 – 0 | 4 – 0     |
| Uit   | 1 – 2 | 2 – 0 | 0 – 2     | 4 – 2 | 0 – 2     | 1 – 3              | 6 – 2      | 2 – 1       | 2 – 1 | 2 – 2 | 1 – 1 | 0 – 1    | 0 – 2     | 0 – 0  | 3 – 1    | 3 – 0 | 1 – 2     |

## Statistieken DWS/A 1959/1960

### Eindstand DWS/A in de Nederlandse Eredivisie 1959 / 1960
| Stand | Gespeeld | Gewonnen | Gelijk | Verloren | Punten | Doelpunten voor | Doelpunten tegen |
| ----- | -------- | -------- | ------ | -------- | ------ | --------------- | ---------------- |
| 10e   | 34       | 13       | 6      | 15       | 32     | 51              | 59               |

### Topscorers
| Competitie \| # \| Naam \| \| \| ------ \| ------------------- \| -- \| \| 1. \| Arie de Oude \| 16 \| \| 2. \| Theo van Doorneveld \| 12 \| \| 3. \| Jos Vonhof \| 8 \| \| 4. \| Dick Schenkel \| 5 \| \| 5. \| Frits Flinkevleugel \| 3 \| \| 6. \| Jan Bons \| 2 \| \| 6. \| Wim van 't Kaar \| 2 \| \| 6. \| Klaas Smit \| 2 \| \| 9. \| Hans Boskamp \| 1 \| \| Totaal \| Totaal \| 51 \| |                     |      |
| # | Naam                | Goal |
| 1. | Arie de Oude        | 16   |
| 2. | Theo van Doorneveld | 12   |
| 3. | Jos Vonhof          | 8    |
| 4. | Dick Schenkel       | 5    |
| 5. | Frits Flinkevleugel | 3    |
| 6. | Jan Bons            | 2    |
| 6. | Wim van 't Kaar     | 2    |
| 6. | Klaas Smit          | 2    |
| 9. | Hans Boskamp        | 1    |
| Totaal | Totaal              | 51   |

## Voetnoten
ADO ·
Ajax ·
Blauw-Wit ·
DOS ·
DWS/A ·
Elinkwijk ·
Sportclub Enschede ·
Feijenoord ·
Fortuna '54 ·
MVV ·
NAC ·
PSV ·
Rapid JC ·
Sittardia ·
Sparta ·
Volendam ·
VVV ·
Willem II